# Jadwiga Jędrzejowska
Jadwiga ("Jed") Jędrzejowska [jadˈviɡUn jɛndʐɛˈjɔfska] (15 de octubre de 1912 - 28 de febrero de 1980) fue una tenista polaca que tuvo sus principales logros durante la segunda mitad de la década de 1930. Debido a que su nombre era difícil de pronunciar para muchas personas que no hablaban polaco, a menudo la llamaban con los apodos de "Jed" o "Ja-Ja".

## Carrera

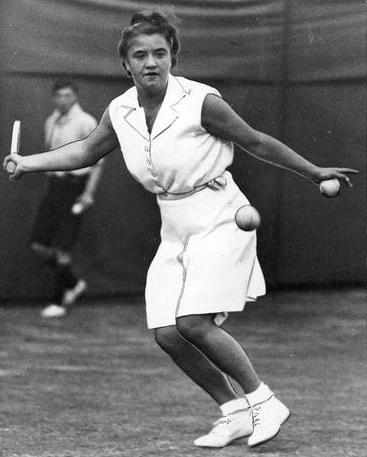
Jędrzejowska en Chiswick en 1938.

Jędrzejowska, era una jugadora de línea de base con un fuerte golpe de derecha, llegó a la final de singles de un torneo de Grand Slam en tres ocasiones, un récord para el tenis polaco. En 1937 perdió en tres sets ante Dorothy Round en la final de Wimbledon y en el Abierto de Estados Unidos. Más tarde ese año fue derrotada en la final por Anita Lizana. En 1939 fue subcampeona en el Torneo francés de Roland Garros, perdiendo en la final ante Simonne Mathieu en sets seguidos.
En dobles femeninos, Jędrzejowska ganó el Torneo de Roland Garros de 1939 con Mathieu, derrotando a Alice Florian y Hella Kovac en la final en dos sets. Tres años antes, Jędrzejowska y Susan Noel quedaron en segundo lugar en el Torneo francés, perdiendo la final ante Mathieu y Billie Yorke. En el Campeonato nacional de Estados Unidos 1938, Jędrzejowska y Mathieu perdieron la final ante la pareja estadounidense Alice Marble y Sarah Palfrey Cooke. En la final de dobles mixtos en el Campeonato de Francia de 1947, Jędrzejowska y Christian Caralulis perdieron ante Eric Sturgess y Sheila Summers sin ganar un juego. A los 44 años, Jędrzejowska alcanzó los cuartos de final de dobles femeninos del Campeonato de Francia de 1957 con su compañera Pilar Barril.
Ganó cuatro títulos individuales consecutivos en el Campeonato de Londres entre 1936 y 1939. Jędrzejowska ganó el evento de individuales en los Campeonatos de Kent en 1937 y 1938 y además ganó títulos de individuales en los campeonatos nacionales de Irlanda (1932), Austria (1934) y Gales (1932, 1935 y 1936).
De acuerdo con Arthur Wallis Myers y John Olliff de The Daily Telegraph y The Daily Mail, Jędrzejowska fue clasificada entre las diez mejores del mundo desde 1936 hasta 1939 (no se emitieron clasificaciones desde 1940 hasta 1945), alcanzando una alta carrera en el No. 3 del mundo en 1937.

## Vida personal
Jędrzejowska se casó con Alfred Gallert en 1947.

## Finales de Grand Slam

### Individuales: 3 (3 finalistas)
| Resultado | Año  | Campeonato              | Superficie | Adversaria      | Marcador      |
| --------- | ---- | ----------------------- | ---------- | --------------- | ------------- |
| Perdido   | 1937 | Campeonato de Wimbledon | Hierba     | Dorothy Ronda   | 2–6, 6–2, 5–7 |
| Perdido   | 1937 | Campeonatos de EE. UU.  | Hierba     | Anita Lizana    | 4–6, 2–6      |
| Perdido   | 1939 | Campeonatos de Francia  | Arcilla    | Simonne Mathieu | 3–6, 6–8      |

### Dobles: 3 (1 título, 2 finalistas)
| Resultado | Año  | Campeonato             | Superficie | Compañera       | Adversarias                  | Marcador      |
| --------- | ---- | ---------------------- | ---------- | --------------- | ---------------------------- | ------------- |
| Perdido   | 1936 | Campeonatos de Francia | Arcilla    | Susan Noel      | Simonne Mathieu Billie Yorke | 6–2, 4–6, 4–6 |
| Perdido   | 1938 | Campeonatos de EE. UU. | Hierba     | Simonne Mathieu | Sarah Palfrey Alice Marble   | 8–6, 4–6, 3–6 |
| Ganado    | 1939 | Campeonatos de Francia | Arcilla    | Simonne Mathieu | Alice Florian Hella Kovac    | 7–5, 7–5      |

### Dobles mixtos: 1 (1 título)
| Resultado | Año  | Campeonato             | Superficie | Compañera         | Adversarias                  | Marcador |
| --------- | ---- | ---------------------- | ---------- | ----------------- | ---------------------------- | -------- |
| Perdido   | 1947 | Campeonatos de Francia | Arcilla    | Cristea Caralulis | Sheila Piercey Eric Sturgess | 0–6, 0–6 |

## Cronología del torneo individual de Grand Slam
| Torneo         | 1931  | 1932  | 1933  | 1934  | 1935  | 1936  | 1937  | 1938  | 1939  | 1940  | 1941–1944 | 1945  | 19461 | 19471 | 1948  | Carrera SR |
| -------------- | ----- | ----- | ----- | ----- | ----- | ----- | ----- | ----- | ----- | ----- | --------- | ----- | ----- | ----- | ----- | ---------- |
| Australia      | Un    | Un    | Un    | Un    | Un    | Un    | Un    | Un    | Un    | Un    | NH        | NH    | Un    | Un    | Un    | 0 / 0      |
| Francia        | 2R    | Un    | 1R    | 3R    | Un    | 3R    | SF    | Un    | F     | NH    | R         | Un    | 3R    | 3R    | 1R    | 0 / 9      |
| Wimbledon      | 1R    | 3R    | 3R    | 4R    | QF    | SF    | F     | QF    | QF    | NH    | NH        | NH    | Un    | 2R    | Un    | 0 / 10     |
| Estados Unidos | Un    | Un    | Un    | Un    | Un    | Un    | F     | QF    | Un    | Un    | Un        | Un    | Un    | Un    | Un    | 0 / 2      |
| SR             | 0 / 2 | 0 / 1 | 0 / 2 | 0 / 2 | 0 / 1 | 0 / 2 | 0 / 3 | 0 / 2 | 0 / 2 | 0 / 0 | 0 / 0     | 0 / 0 | 0 / 1 | 0 / 2 | 0 / 1 | 0 / 21     |

R = torneo restringido a ciudadanos franceses y celebrado bajo ocupación alemana.
1En 1946 y 1947, los campeonatos franceses se celebraron después de Wimbledon.